# Марк Цецилий Метел (претор 69 пр.н.е.)
Вижте пояснителната страница за други личности с името Марк Цецилий Метел.
Марк Цецилий Метел (на латински: Marcus Caecilius Metellus) e политик през късната Римска република.

## Биография
Произлиза от плебейския клон Цецилии Метели на фамилията Цецилии. Син е на Гай Цецилий Метел Капрарий (консул 113 пр.н.е.) и внук на Квинт Цецилий Метел Македоник. Брат е на Квинт Цецилий Метел Кретик (консул 69 пр.н.е.) и Луций Цецилий Метел (консул 68 пр.н.е.).
През 69 пр.н.е. Марк Метел служи като претор. През 63 пр.н.е. приема в дома си Луций Сергий Катилина.